# Constituția Greciei din 1968
Constituția din Grecia din 1968 a fost o constituție în mare neimplementată, promulgată în mai 1968 a regimului militar care conducea statul încă din 21 aprilie 1967. A fost confirmată prin referendumul din septembrie 1968, în urma unei campanii de propagandă de trei luni a regimului.

## Legături externe
- PDF Constituția din Grecia din 1968